# Крепшић
Крепшић је насељено мјесто у саставу дистрикта Брчко, БиХ.

## Историја
Подручје Крепшића је у току Одбрамбено-отаџбинског рата (1992—1995) било дио одбрамбеног појаса Војске Републике Српске који је повезивао источни и западни дио Републике Српске. У спомен на на 54 погинула бораца Војске Републике Српске из 11. дубичке пјешадијске бригаде, 63 погинула и 7 несталих бораца из 1. челиначке лаке пјешадијске бригаде и 11 погинулих бораца и 3 цивилне жртве мјесног подручја Крепшић и Марковић поља подигнута је Спомен-црква Свете Тројице у Крепшићу.

## Становништво
|             | 2013.        | 1991.          | 1981.          | 1971.          | 1961.          |
| Укупно      | 696 (100,0%) | 1 156 (100,0%) | 1 204 (100,0%) | 1 191 (100,0%) | 1 033 (100,0%) |
| Срби        | 439 (63,07%) | 383 (33,13%)   | 445 (36,96%)   | 472 (39,63%)   | 494 (47,82%)   |
| Хрвати      | 253 (36,35%) | 721 (62,37%)   | 721 (59,88%)   | 701 (58,86%)   | 537 (51,98%)   |
| Остали      | 2 (0,287%)   | 43 (3,720%)    | 6 (0,498%)     | 4 (0,336%)     | 1 (0,097%)     |
| Бошњаци     | 1 (0,144%)   | –              | 1 (0,083%)1    | 9 (0,756%)1    | –              |
| Непознато   | 1 (0,144%)   | –              | –              | –              | –              |
| Југословени | –            | 9 (0,779%)     | 29 (2,409%)    | 2 (0,168%)     | –              |
| Црногорци   | –            | –              | 2 (0,166%)     | 3 (0,252%)     | 1 (0,097%)     |

1. 1 На пописима од 1971. до 1991. Бошњаци су пописивани углавном као Муслимани.